# Junge Grüne (Österreich)
Die Jungen Grünen waren eine politische Jugendorganisation der Grünen in Österreich. Sie waren Mitglied des weltweiten Dachverbands grüner Jugendorganisationen Global Young Greens, der europäischen Mutterorganisation FYEG und der österreichischen Bundesjugendvertretung.
Beim 9. Bundeskongress Ende Juli 2017 wurden Sarah Pansy als Sprecherin und ein neuer Geschäftsführer gewählt, nachdem wegen interner Kontroversen die ehemalige Bundessprecherin Flora Petrik und der restliche Bundesvorstand bekanntgegeben hatten, Platz für ein neues Team zu machen.
Bei der Nationalratswahl 2017 hat sich der Bundeskongress der Jungen Grünen für die Unterstützung der linken Plattform PLUS und deren gemeinsamen Wahlantritt als KPÖ PLUS ausgesprochen.
Im Juni 2018 fusionierten die Jungen Grünen auf einem gemeinsamen Bundeskongress mit dem Jugendverband Junge Linke, dessen Name für die neue Organisation beibehalten wurde.

## Grundsätze
Ihre Grundsätze, die in den Statuten festgelegt waren, lauteten: Solidarität, Antinationalität, Ökologie, Feminismus, Antifaschismus, Egalität, Gewaltlosigkeit, Selbstbestimmung und Basisdemokratie.

## Politische Positionen
Inhaltlich orientierten sich die Jungen Grünen an der ehemaligen Mutterpartei Die Grünen – Die Grüne Alternative, sie unterschieden sich aber auch in einigen Bereichen. Das Verhältnis wurde als „freundschaftlich-kritisch“ charakterisiert. Bezüglich mancher Aktionen distanzierten sich die Grünen auch von ihrer damaligen Jugendorganisation.
Einige wichtige Themenbereiche waren der Feminismus, die Gleichberechtigung von Homosexuellen und Transgendern, Umweltpolitik oder Europapolitik. Die Organisation veranstaltete regelmäßig Veranstaltungen und Seminare, die vor allem an jugendliches Publikum gerichtet waren. So wurde beispielsweise jährlich ein Sommercamp organisiert, wo sich Aktivisten aus dem ganzen deutschsprachigen Raum für mehrere Tage politisch weiterbilden konnten.

## Geschichte
Die Organisation wurde 2010 in Wien gegründet und stellte ursprünglich eine Abspaltung der steirischen Landesorganisation der Grünalternativen Jugend dar, die sich 2008 als Junge Grüne konstituiert hatte. Im Jahr 2011 lösten die Jungen Grünen die Grünalternative Jugend in ihrer Funktion als offizielle Jugendorganisation der Grünen ab. Bundessprecherin war zu dieser Zeit Maria Kaltenbrunner, Bundessprecher war Tobias Schweiger, der 2021 zum Bundessprecher der KPÖ ernannt wurde. Die Grünalternative Jugend blieb noch bis 2014 die Jugendorganisation der Wiener Grünen, bevor sie ebenfalls mit den Jungen Grünen fusionierte; diese konnten damit als Nachfolgeorganisation der 1992 gegründeten Grünalternative Jugend betrachtet werden.
Im Zuge der Proteste gegen den Wiener Akademikerball 2014, die zu schweren Ausschreitungen in der Wiener Innenstadt führten, stellten die Jungen Grünen die Webseite nowkr.at als „Plattform für unabhängige Antifaschist*innen“ zur Verfügung, auf der „Unseren Hass, den könnt Ihr haben“ zu lesen war. Dies führte dazu, dass die Grünen-Parteivorsitzende Eva Glawischnig den Jungen Grünen mit dem Ausschluss aus der Partei drohte. Seither wird die Webseite nowkr.at nicht mehr von den Jungen Grünen, sondern vom antifaschistischen Bündnis NOWKR betrieben.
Im Wiener Gemeinderatswahlkampf 2015 fielen die Jungen Grünen mit dem Satire-Magazin Moony auf, welches Eva, das Jugendmagazin der Grünen, kritisch aufnahm. Man kritisierte „Inhaltslosigkeit“ und „Personenkult“ bei den Grünen.
Von 2013 bis 2017 war Diana Witzani Bundessprecherin und von 2015 bis 2017 Kay-Michael Dankl Bundessprecher.
Im Oktober 2016 gründeten die GRAS-Gruppen Uni Graz, Med Uni Graz, Kunst Uni Graz in der Steiermark und Uni Linz in Oberösterreich geschlossen die Studentenorganisation Grüne Studierende. Einer der Sprecher der Grünen Studierenden, Johannes Steiner, äußerte sich zur GRAS, sie „halte am Konsensprinzip fest“, wodurch Funktionäre nicht geheim gewählt würden, und handle seiner Meinung nach „antidemokratisch“. Die sich im linken Spektrum verortende Gruppe hielt der GRAS darüber hinaus Versagen und inhaltlichen Verfall vor. Die GRAS hingegen wirft jenen Personen aus dem Umfeld der Jungen Grünen fehlenden Einblick in die Organisationsstruktur der GRAS, Hierarchiegläubigkeit und Anti-Feminismus vor. Im Übrigen handele es sich um ein Projekt narzisstisch veranlagter Einzelpersonen.
Unterstützung bekamen die Grünen Studierenden von den Jungen Grünen, die GRAS hingegen von der Mutterpartei. Im Vorfeld der im Mai 2017 stattfindenden ÖH-Wahlen eskalierte der Streit, da im Raum stand, dass zumindest an den Universitäten in Linz und in Graz zwei konkurrierende grüne Listen antreten könnten. Schließlich trennten sich die österreichischen Grünen am 30. März 2017 von ihrer bisherigen Jugendorganisation.
In der ORF-Sendung Im Zentrum am 9. April 2017 erklärte die Bundessprecherin der Grünen Eva Glawischnig, doch mit den Jungen Grünen zusammenarbeiten zu wollen. Allerdings nicht mit der bisherigen Bundessprecherin der Jungen Grünen Flora Petrik und deren Vorstandsteam. Am 10. April 2017 gaben Petrik und der restliche Bundesvorstand schließlich bekannt, Platz für ein neues Team zu machen und sich aus der Jugendorganisation zurückziehen zu wollen. Eva Glawischnig trat am 18. Mai zurück.
Als Folge der Trennung von der Mutterpartei entstanden in Wien und anderen Bundesländern ab dem Sommer 2017 neue Landesorganisationen. Dabei handelte es sich zum Teil um Abspaltungen der Jungen Grünen, teils aber auch um Neugründungen, die vorerst auf Landesebene agierten. Erst schrittweise entfalteten diese Gruppen der Grünen Jugend auch wieder bundesweite Aktivitäten. Um nachhaltige Strukturen und Abläufe entwickeln zu können, wurde im Februar 2019 in Wien eine neue Bundesorganisation, die Grüne Jugend – Grünalternative Jugend gegründet. Dabei wurden auch ein Vorstand und weitere Gremien gewählt.
Am 26. Juni 2017 gab Flora Petrik, Sprecherin der Jungen Grünen, bekannt, dass die Gruppe als Teil der Liste „Kommunistische Partei Österreichs und Plattform PLUS – offene Liste“, zusammen mit der KPÖ zur Nationalratswahl 2017 antreten werde. Die Partei erreichte nicht die nötigen Stimmen für einen Einzug in den Nationalrat.
Am 9. Bundeskongress am 31. Juli 2017 wurde Sarah Pansy als neue Sprecherin und ein neuer Geschäftsführer gewählt.
Im Juni 2018 fusionierten die Jungen Grünen auf einem gemeinsamen Bundeskongress mit dem Jugendverband Junge Linke, dessen Name für die neue Organisation beibehalten wurde.

## Struktur und Organisation
Die Organisation war basisdemokratisch organisiert. Jede Person konnte sich beteiligen und einbringen. Die Bundesorganisation gliederte sich in mehrere Landesorganisationen, die wiederum in Bezirksgruppen gegliedert waren. Mitglieder der Jungen Grünen waren nicht automatisch Mitglieder der Mutterpartei Die Grünen – Die Grüne Alternative. Ein bundesweites Mindestalter gab es nicht. In einigen Länderorganisationen durften die Mitglieder das Höchstalter von 28 Jahren nicht überschreiten, bundesweit nicht das Alter von 30 Jahren.
- Das höchste beschlussfassende Organ der Jungen Grünen war der Bundeskongress. Alle Mitglieder der Länderorganisationen und der Bundesorganisation waren stimmberechtigt. Der Bundeskongress entscheidet über Grundsatzprogramme, wählt den Bundesvorstand, die Rechnungsprüfer und die Vorsitzende des Schiedsgerichts. Der Bundeskongress entschied zudem über den Jahresvorhabenplan und kontrollierte den Vorstand. Am Bundeskongress konnte jedes Mitglied Anträge einreichen. Der Bundeskongress fand zumindest einmal im Jahr statt.
- Der Bundesausschuss (BA) bestand aus je zwei Delegierten der Landesorganisationen und einem Delegiertem je Ortsgruppe. Er tagte zumindest zweimal im Jahr und beschloss den Budgetvorschlag für den Bundeskongress. Er kontrollierte die Arbeit des Bundesvorstands, kann dessen Mitglieder suspendieren und Mitglieder kooptieren, wenn Bundesvorstandsmitglieder aus diesem ausscheiden. Die Wahl des organisatorischen Bundesgeschäftsführers muss durch den BA bestätigt werden. Die wichtigste Komponente war aber die Koordinierung und Vernetzung zwischen den Bundesländerorganisationen.
- Der Bundesvorstand (BV) war das ausführende Gremium der Bundesorganisation. Er wurde jeweils für ein Jahr gewählt und bestand aus vier bis sieben Mitgliedern (zuletzt: sieben). Es gab einen Sprecher, einen Finanzreferenten, einen politischen Geschäftsführer und zwei bis vier weitere Vorstandsmitglieder. Der Bundesvorstand leitete die operative Ebene der Jungen Grünen. Der BV kümmerte sich unter anderem um die Formalitäten, die Buchhaltung, die Durchführung von Projekten und die Öffentlichkeitsarbeit.[19]
- Die Landesvorstände der jeweiligen Länderorganisationen wurden durch die Mitglieder der Länder jährlich gewählt. Der Landesvorstand bestand aus meistens vier bis sechs Mitgliedern, wobei zumindest eine Person als Landessprecher fungierte. Das Team des Landesvorstands pflegte Kontakte zur Landespartei und sah sich als Schnittstelle zwischen Ortsgruppe und Bundesorganisation. Gemeinsam mit den Mitgliedern organisierte der Landesvorstand Veranstaltungen und Seminare und betrieb Öffentlichkeitsarbeit im regionalen Zuständigkeitsbereich.
- Als erste Anlaufstelle für die Mitarbeit fungierte meistens die Bezirksgruppe. Diese konnte eine anerkannte Bezirksgruppe werden, sofern sie den Statuten der Jungen Grünen zustimmte. Die Bezirksgruppen organisierten sich selbst. Sie veranstalteten regionale Aktionen und betrieben Öffentlichkeitsarbeit.